# 부평서여자중학교
부평서여자중학교(富平西女子中學校)는 대한민국 인천광역시 부평구 십정동에 있는 공립 중학교이다.

## 학교 연혁
- 1978년 1월 30일 : 18학급 설립 인가
- 1978년 3월 10일 : 6학급 입학 개교
- 1981년 2월 26일 : 제1회 졸업 (381명)
- 1981년 3월 1일 : 34학급 편성
- 2023년 9월 1일 : 제15대 허해범 교장 취임
- 2024년 1월 9일 : 제44회 졸업식 144명 졸업(졸업생수 총 23,101명)
- 2024년 3월 4일 : 14학급 편성 (특수학급 1학급) 신입생 83명 입학

## 참고 자료
- 부평서여자중학교 - 한국교육학술정보원 학교알리미